# تپه کت یری
تپه کت یری مربوط به هزاره اول قم - دوره اشکانیان - دوره ساسانیان است و در شهرستان میانه، بخش کندوان، دهستان تیرچای، ۱/۵ کیلومتری جنوب شرقی روستای دیشاب واقع شده و این اثر در تاریخ ۲۲ آبان ۱۳۸۶ با شمارهٔ ثبت ۱۹۹۹۸ به‌عنوان یکی از آثار ملی ایران به ثبت رسیده است.